# 11916 Wiesloch
11916 Wiesloch (1992 ST17) là một tiểu hành tinh vành đai chính được phát hiện ngày 24 tháng 9 năm 1992 bởi L. D. Schmadel và F. Borngen ở Tautenburg.